# Legítima defensa
La legítima defensa és un terme jurídic propi del dret penal que constitueix una causa de justificació que comporta que una acció típica, és a dir una acció que està prevista al codi penal com a il·lícita i que per tant porta aparellada una pena, no es pugui considerar antijurídica, això és, contrària a l'ordenament jurídic per les circumstàncies especials en què es porta a terme la citada acció.

## Fonament i naturalesa
El fonament de la legítima defensa el trobem en què qui la porta a terme sofreix una agressió il·legítima contra algun dels seus béns jurídics protegits per l'ordenament (p. ex. un delicte de robatori). La legítima defensa, emperò no es pot esgrimir en qualsevol cas, ja que com es veurà per tal que es pugui considerar com a causa de justificació, i per tant, com a eximent de la responsabilitat penal s'han de complir una sèrie de requisits no essent una tasca fàcil en la praxis jurídica determinar quan es compleixen íntegrament aquests requisits tenint en compte la diversa casuística en la qual es troben els tribunals en el seu dia a dia.
La legítima defensa comporta que una persona que està sofrint una agressió il·legítima es veu obligat a dur a terme una acció típica per a poder evitar l'agressió que estar sofrint, per la qual cosa existeix una causa que justifica l'acció del que es defensa. Aquesta és la veritable raó de ser d'aquesta figura jurídica. No obstant això, la legítima defensa ha de ser l'última opció a què pot recórrer la persona que es defensa, és a dir, s'ha de trobar en una situació tan extrema que no pot adoptar cap altra acció per a defensar-se, en tant que és l'única solució possible per a preservar el bé jurídic protegit. Així doncs en la mesura en què la persona que al·lega haver actuat en legítima defensa hagués pogut dur a terme alguna altra acció no es tindrà en compte aquesta causa de justificació i, per tant, ens trobaríem davant una acció típica i antijurídica desplegant totes les seves conseqüències penals i civils si una vegada analitzades la tipicitat i l'antijuridicitat de l'acció es compleixen els requisits de la culpabilitat.
La legítima defensa compta, doncs, amb un aspecte individual (basat en l'autodefensa), però també compta amb un element supraindividual fonamentat en la necessitat de defensar l'ordre jurídic i el Dret en general que han estat vulnerats per l'agressió antijurídica. Aquesta figura jurídica que troba la seva raó de ser en la defensa dels interessos individuals, però també generals fan que es permeti que aquell que sofreix una agressió il·legítima pugui dur a terme accions que fins i tot l'Estat té prohibides com ara matar o lesionar a una persona. Tenint en compte la transcendència i importància d'aquesta figura és evident que se n'ha de limitar el seu exercici, per la qual cosa no sempre es podrà al·legar, sinó que per tal que es pugui considerar han de concórrer una sèrie de requisits, per la qual cosa no es pot parlar d'un principi de prevalença del Dret davant de tota agressió injusta, en tant que només es tindrà en compte en la mesura en què es compleixin aquestes condicions.
Aquesta causa de justificació es planteja sobretot en casos d'homicidi o lesions, per tant a l'hora d'interpretar-ne els seus requisits s'han de tenir en compte les especials circumstàncies que envolten aquests fets (violència, agressivitat, etc.).

## Requisits
L'article 20.4 del Codi Penal disposa que per tal que es pugui apreciar una legítima defensa han de concórrer els següents requisits:

### 1.- Agressió Il·legítima
Aquest requisit és la premissa indispensable per a poder parlar de legítima defensa i l'element que la diferencia d'altres causes de justificació (p. ex. l'estat de necessita). També és clau per a l'eximent incompleta, ja que si es compleix aquest requisit es pot donar la justificació incompleta, encara que manqui algun dels altres, ara bé si no hi ha una agressió injusta no es pot considerar la causa de justificació ni tan sols en la seva forma incompleta.
L'agressió injusta es pot cometre tant per acció com per omissió (en els casos de comissió per omissió o bé en els supòsits d'omissió del deure de socors), si bé ambdues conductes s'han de dur a terme d'una forma dolosa, no essent aplicable, per tant, la legítima defensa en aquells supòsits en què es sofreix una agressió il·legítima per imprudència, casos en què l'única causa de justificació a la qual ens podríem acollir seria l'estat de necessitat en la mesura en què es complissin els seus requisits.
L'agressió ha de ser il·legítima, és a dir, ha de ser antijurídica, per a la qual cosa no es pot al·legar quan la persona que està duent a terme l'agressió actua de forma lícita, per exemple en legítima defensa, en compliment d'un deure o en l'exercici legítim d'un dret. Aquesta antijuridicitat no ha de ser purament formal, sinó que ens hem de trobar davant una efectiva posta en perill de béns jurídics defensables que amb aquesta agressió estan en un imminent perill d'ésser lesionats o bé destruïts de forma definitiva.
Per actuar en legítima defensa no és necessari que l'agressor compleixi amb els requisits de culpabilitat, malgrat que per raons ètico-socials no s'ha de reaccionar violentament contra menors o subjectes inimputables, en principi no hi ha cap obstacle legal per actuar contra ells en legítima defensa si es compleixen la resta de requisits d'aquesta causa de justificació.
L'article 20.4 del Codi Penal estableix expressament els béns jurídics que poden ser defensats i, per tant, la seva agressió constitueix el fonament de la legítima defensa. Aquests béns jurídics són: béns (en sentit patrimonial) quan l'agressió suposi la comissió d'un delicte o falta i els posi en perill imminent de deteriorament o destrucció, el domicili o les seves dependències (en supòsits de violació de domicili), la vida, la integritat física, la llibertat o l'honor. Tots ells són béns jurídics individuals que el subjecte pot defensar individualment. Ara bé els béns jurídics de caràcter comunitari no són susceptibles d'apreciar-hi la legítima defensa, ja que existeixen altres mecanismes de defensa jurídica als quals s'ha de recórrer per a protegir-los i preservar-los. Emperò sí que són defensables béns jurídics individuals de terceres persones, ja sigui assumint la defensa que la persona atacada no pot fer (p. ex. Defensar a la dona que està essent víctima d'un maltractament), o bé prestant-li ajuda per tal que sigui ella mateixa la que es defensi (facilitant-li una arma) o bé intervenint directament en l'acció defensiva.
L'agressió a més de ser antijurídica ha de ser típica, és a dir ha de constituir un injust penal, en tant que ha d'estar prevista al Codi Penal com a delicte o falta, de tal manera que només s'admetrà la legítima defensa respecte a béns jurídics molt importants i agressions molt greus evitant el legislador, així, que s'apliqui la denominada “prevalença de drets” enfront a l'agressor injust limitant així l'acció de qui es defensa que si bé actua de forma legítima en tot moment el comportament ha de complir amb una sèrie de condicions. Aquesta actuació es limita, encara més amb els requisits de la necessitat i de la proporcionalitat de l'acte de defensa.
L'agressió, a més, ha de ser real, és a dir, no es pot considerar la legítima defensa en aquells supòsits en què la persona que es defensa ho fa creient que està essent víctima d'una agressió, això és, que aquesta agressió només es concep en la seva imaginació sense que es plasmi realment. No obstant això el mateix Codi Penal permet considerar la defensa putativa com un error de prohibició actuant com una causa d'exclusió de la culpabilitat si l'error era invencible o una atenuant de la pena si l'error era vencible d'acord amb els termes de l'article 14.3 del Codi Penal.
En aquest punt és important destacar que la jurisprudència ha admès que, tenint en compte les circumstàncies del cas, la creença racional des d'un punt de vista objectiu que s'està sofrint una agressió s'ha d'admetre l'eximent, si bé no s'ha especificat si com a causa d'exculpació o causa de justificació.
L'agressió, a més, ha de ser present o actual la qual cosa implica que no es podrà apreciar la legítima defensa en aquells supòsits en què qui l'al·lega hagi actuat una vegada l'agressor ja hagi finalitzat en la seva acció injusta o bé encara no l'hagi començat, per la qual cosa per tal que ens trobem davant una legítima defensa la persona que es defensa ha de dur a terme la seva acció defensiva quan l'agressor estigui executant l'acció típica i antijurídica. No obstant això per tal que es pugui parlar de legítima defensa no cal que el subjecte que es defensa hagi d'esperar que l'atac s'estigui produint efectivament, sinó que és suficient amb què s'hagi iniciat l'acció d'atac (p. ex. Quan l'agressor treu la pistola d'una funda amenaçant de mort al mateix temps és evident que l'atac ja ha començat, per tant no és necessari que hagi començat l'acció de disparar per trobar-nos davant una situació de legítima defensa). Per tant, s'ha de tenir en compte que els marges per apreciar aquestes circumstàncies s'han d'observar des de la perspectiva d'un observador imparcial, d'acord amb les quals és inequívoc que s'ha iniciat l'atac al bé jurídic protegit.
L'actualitat de l'agressió s'ha de considerar des d'una doble perspectiva: per una banda basant-se en criteris objectius segons els quals raonablement s'ha d'entendre que l'atac ha començat i per l'altre des de criteris subjectius tenint en compte les circumstàncies i coneixements del subjecte que es defensa, considerant-los en el marc de les circumstàncies objectives anteriorment descrites.

### 2.- Necessitat racional del mitjà emprat per impedir o repel·lir l'agressió
Aquest requisit suposa la concurrència de dos elements: 
La necessitat de defensa només es dona quan és contemporània a l'agressió i persisteix mentre aquesta perdura sempre que la defensa sigui l'única via possible per a repel·lir-la o impedir-la.
La racionalitat del mitjà emprat implica l'exigència de la proporcionalitat tant en el mitjà que s'utilitza per a defensar-se com pel que fa a la intensitat de l'acció defensiva. Aquest fet comporta que la defensa que es porta a terme ha de ser adequada a l'agressió que s'està sofrint, ja que en cas contrari no estaríem davant una causa de justificació plena i estaríem, per tant, davant una eximent incompleta.

### 3.- Falta de provocació suficient
Aquest requisit suposa que el subjecte que es defensa no hagi portat a terme una provocació suficient envers l'agressor que sigui d'una entitat tal que generi l'agressió injusta, és a dir, que la provocació que ha efectuat el subjecte que es defensa té o pot tenir com a conseqüència raonable l'agressió injusta fet que impedeix que es pugui esgrimir la legítima defensa. Tampoc es pot aplicar la legítima defensa en aquells supòsits en què el subjecte que es defensa ha provocat a l'agressor intencionadament per al·legar posteriorment que ha actuat en legítima defensa (actio illicita in causa), ja que en aquests casos ens trobaríem davant una manipulació de l'agressor i un abús de dret en tant que es busca una impunitat per a matar o lesionar algú emparant-se en el dret de defensa, fet que no pot ésser cobert per aquesta causa de justificació.